# چیوتچا
چیوتچا لهستانی:  Ciotcza) یک روستا در لهستان است که در گمینا ابراموو واقع شده‌است. چیوتچا ۴۱۵ نفر جمعیت دارد.